# قلم سیاه (فیلم بلند)

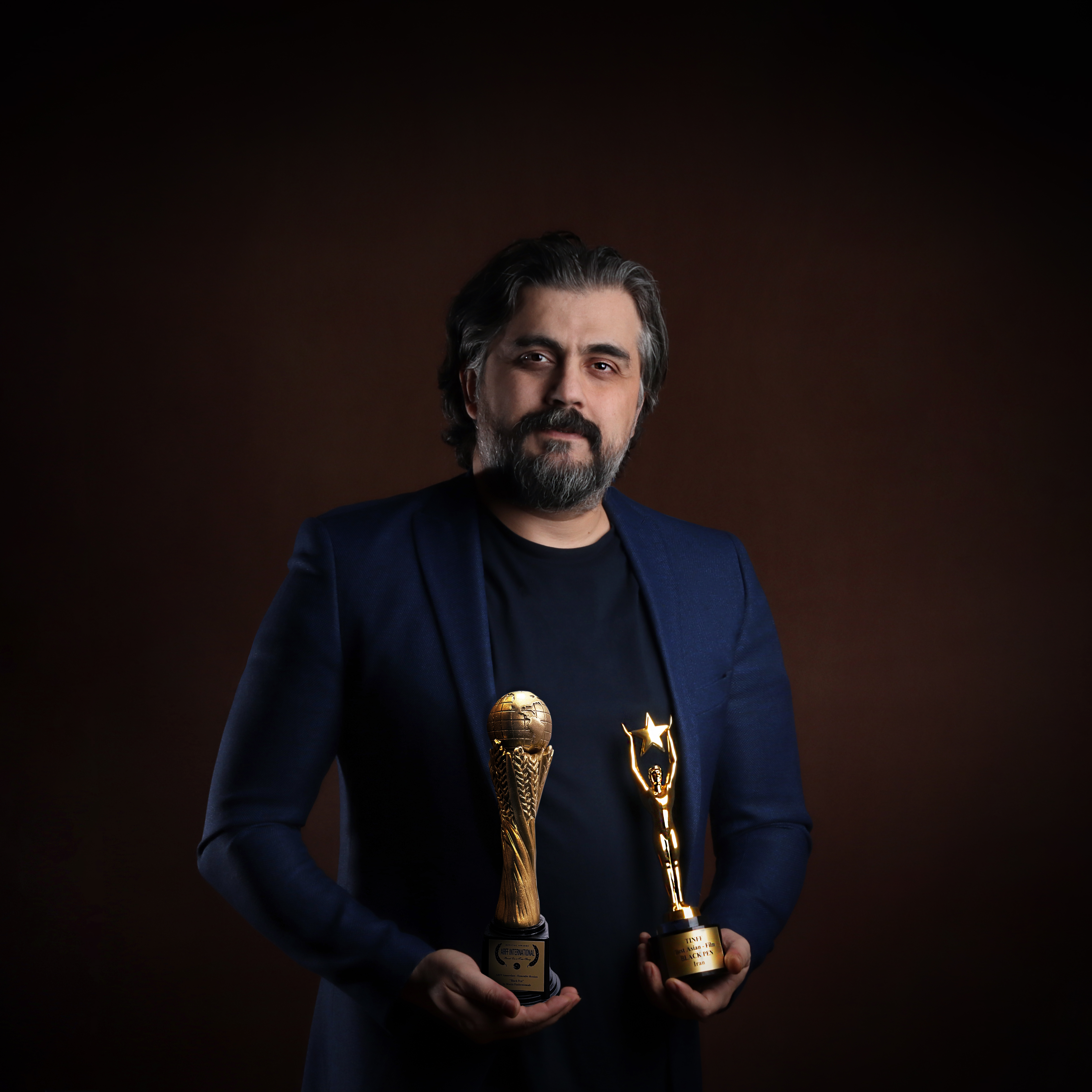
معین هاشمی نسب در کنار جوایز فیلم بلند قلم سیاه (1401)

فیلم بلند «قلم سیاه» (2023) Black Pen ساختهٔ معین هاشمی نسب و با بازی آناهیتا همتی در سال ۱۴۰۱ ساخته و تولید شده است، این فیلم در ژانر دلهره‌آور و درام، زاویهٔ نگاه جدیدی به قشر روشنفکران و نویسندگان را نشان می‌دهد و آنها را به چالش می‌کشد. این فیلم توانست برندهٔ هفت جایزهٔ رتبهٔ اول جشنواره‌های بین‌المللیِ فیلم سال ۲۰۲۳ میلادی در بخش‌های بهترین فیلم بلند، بهترین فیلم‌نامه و بهترین فیلم‌برداری را از آن خود کند.
معین هاشمی‌نسب علاوه بر کارگردانی، تهیه‌کننده، نویسنده، فیلم‌بردار و تدوین‌گیر این فیلم نیز بوده است.

## جوایز
- جایزهٔ بهترین فیلم بلند در بخشی آسیایی در جشنوارهٔ TINFF تورنتو کانادا[۴]
- جایزهٔ افتخاری داوران در بخش بهترین فیلم بلند، جشنوارهٔ ARFF آمستردام هلند[۵]
- جایزهٔ نشان طلایی بهترین فیلم‌نامه از سوی جشنوارهٔ فیلم IEFF یونان[۶]
- جایزهٔ بهترین فیلم بلند (2th) در جشنوارهٔ Creative Creeds هند
- جایزهٔ بهترین فیلم‌برداری در جشنوارهٔ Creative Creeds هند
- رتبهٔ نخست بهترین فیلم بلند در جشنوارهٔ IDEAL هند[۷]
- جایزه‌یNFT بهترین فیلم بلند از سوی جشنوارهٔ فیلم You are the Judge کشور

## خلاصه فیلم
این فیلم داستان چند نویسنده (روشنفکرنما) است که تصمیم می‌گیرند به سفر بروند و در طول یک سفر و چالش‌هایی که موجب می‌شوند، موجب یک اتفاق دلخراش از سوی یک نوجوان، که فرزند یکی از آنهاست، می‌شوند.

## بازیگران
آناهیتا همتی، مصطفی پروین، ایمان اصفهانی، نگین سرتیپی، فرشته لیوانی، مهدی درویش، پیوند ملکیان، بنیامین میرزاپور، مهسا عظیمی، سیاوش علیزاده، مریم احمدی، الهام سوهانی، عرشیا کمرئی. آرشام هاشمی‌نسب، پروین جوادیان، شمسی سالم‌عشقی، بانو
گریمورها:
حانیه هوشمند
سوگول برکات